# Palazzo Pignano
Palazzo Pignano es una localidad y comune italiana de la provincia de Cremona, región de Lombardía, con 3.904 habitantes.

## Evolución demográfica
| Gráfica de evolución demográfica de Palazzo Pignano entre 1861 y 2001 |
|                                                                       |
| Fuente ISTAT - elaboración gráfica de Wikipedia                       |